# Asedio de Sangin
El Asedio de Sangin se mantuvo entre junio de 2006 y abril de 2007, tiempo durante el que los insurgentes talibanes asediaron el centro del Distrito de Sangin en la Provincia de Helmand, Afganistán, ocupado por soldados británicos de la ISAF. Durante el sitio, el combate adquirió gran intensidad, provocando que el general David J. Richards, comandante de la OTAN en Afganistán, declarara que en la provincia de Helmand se libraron los combates más encarnizados en los que participaron las tropas británicas desde la guerra de Corea. Se convirtió en un hecho emblemático de la dificultad de la misión llevaba a cabo por los soldados británicos en Afganistán, quienes lo apodaron como "Sangingrad" (en referencia a la Batalla de Stalingrado).

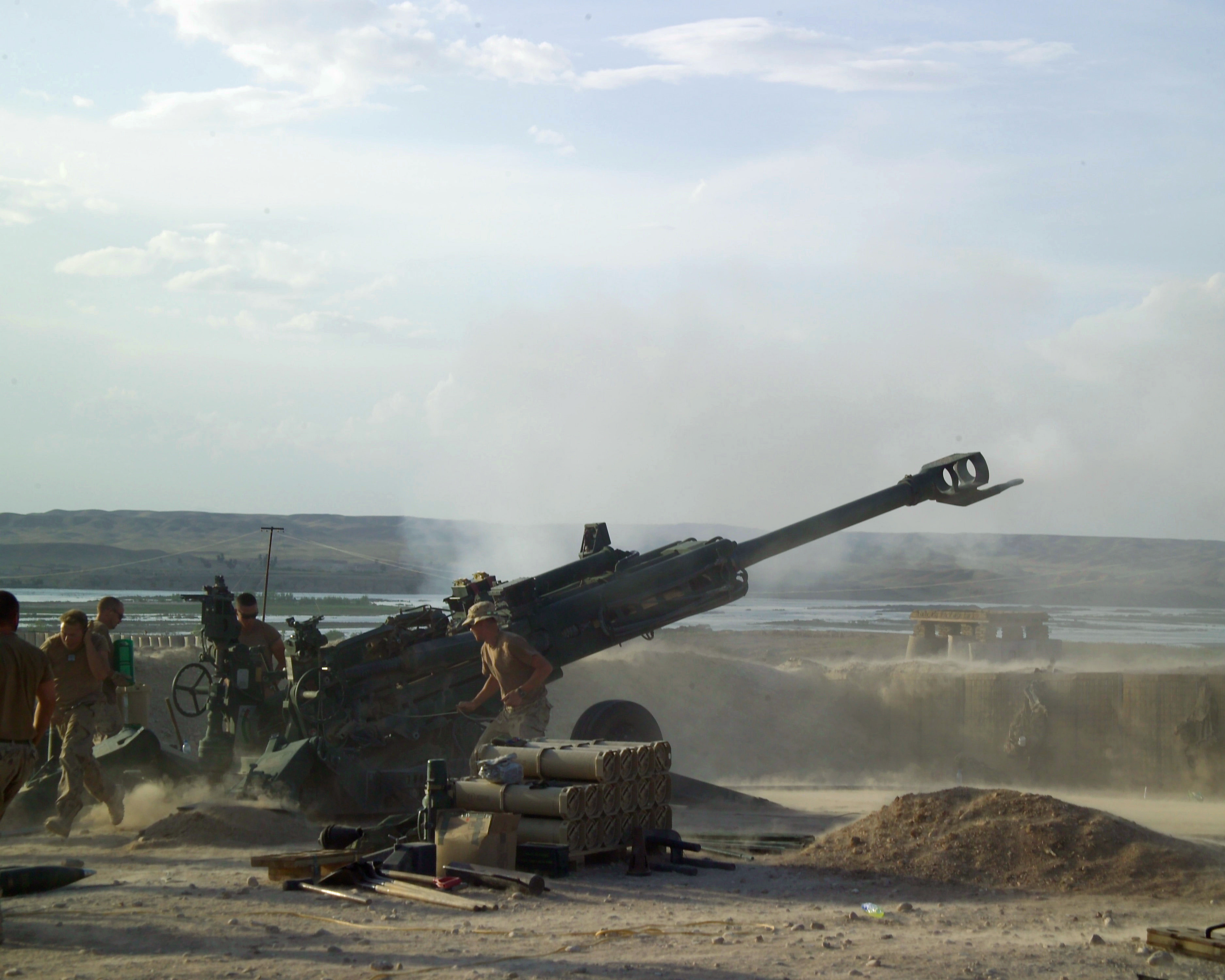
Un obús M777 de las tropas canadienes disparando sobre posiciones talibanes, 7 de abril de 2007.